# بتسالل اسموتریچ
بتسالل یوئل اسموتریچ (عبری: בְּצַלְאֵל יוֹאֵל סְמוֹטְרִיץ׳‎، زاده ۲۷ فوریه ۱۹۸۰) یک سیاستمدار و وکیل راستگرای اسرائیلی است که از سال ۲۰۲۲ به عنوان وزیر دارایی اسرائیل فعالیت می‌کند. او که رهبر حزب صهیونیست مذهبی است، پیشتر به عنوان یکی از اعضای کنست برای یامینا فعالیت می‌کرد.
اسموتریچ از شهرک نشین‌های کرانه باختری اشغال شده توسط اسرائیل است که در شهرک کدومیم زندگی می‌کند که طبق قوانین بین‌المللی غیرقانونی محسوب می‌شود. محل سکونت او نیز به صورت غیرقانونی در خارج از خود این شهرک ساخته شده است.
سیاست افراط گرایانه اسموتریچ و اظهارات اغلب نژادپرستانه و همجنسگرا هراسانه او منجر به مجادلات متعددی شده است. او از حامیان گسترش شهرک‌های اسرائیلی در کرانه باختری است، مخالف تشکیل کشور فلسطین است و وجود مردم فلسطین را انکار می‌کند.

## مواضع سیاسی

### احساساتضد عربیوضد فلسطینی
نظرات رادیکال اسموتریچ در مورد روابط یهودیان و اعراب و برترپنداری یهودیان در میان صهیونیستی مذهبی بحث‌برانگیز است.
اسموتریچ از حامیان گسترش شهرک سازی‌های اسرائیل در کرانه باختری رود اردن است و با تشکیل کشور فلسطین مخالف است. به محض ورود وی به بریتانیای کبیر در فوریه ۲۰۲۲، انجمن نمایندگان یهودیان بریتانیا در توییتی به او گفت که به جایی که از آنجا آمده است، برگردد. در ژوئیه ۲۰۱۵، اسموتریچ در جلسه داخلی کنست با اعلام این که ساختمان سازان در اسرائیل مجبور به فروش خانه به اعراب نیستند، جنجال به پا کرد. این دیدار پس از اتهاماتی مبنی بر امتناع گالی هومز از فروش خانه به اعراب در معالوت، شهری در شمال اسرائیل، صورت گرفت. اسموتریچ از سازنده دفاع کرد و گفت: «هر کسی که می‌خواهد از یهودیان محافظت کند و با ازدواج‌های مختلط مخالفت می‌کند، نژادپرست نیست. او افزود که یهودیان کسانی هستند که در اسرائیل محروم هستند زیرا "آنها زمین رایگان در نگب به دست نمی‌آورند (که اشاره ای به بادیه‌نشینان بود)." من به سخنان خدا ایمان دارم. ترجیح می‌دهم یهودیان امرار معاش کنند و خانه ای را به اعراب نفروشند».
در اکتبر ۲۰۲۱، او به قانونگذاران عرب گفت: «شما به اشتباه اینجا هستید، این یک اشتباه است که بن گوریون کار را تمام نکرد و شما را در سال ۱۹۴۸ بیرون نکرد».
اسموتریچ از سیاست تیراندازی به قصد کشت ارتش برای مقابله با سنگ پرانی فلسطینی‌ها حمایت کرده است. وی در پاسخ به این سؤال که اگر انتفاضه دیگری پیش بیاید و یک کودک فلسطینی سنگ پرتاب کند چه خواهد کرد، پاسخ داد: «یا به او تیراندازی می‌کنم یا زندانش می‌کنم یا اخراجش می‌کنم».
در مارس ۲۰۲۳، اسموتریچ از یک تریبون که نقشه اسرائیل را که اردن و بخش‌هایی از سوریه و لبنان را در بر می‌گرفت صحبت می‌کرد، هویت فلسطینی را انکار کرد و گفت که «تاریخ یا فرهنگ فلسطینی» وجود ندارد و ادامه داد که چیزی به نام مردم فلسطین وجود ندارد. این اظهارات توسط وزارت امور خارجه فلسطین به عنوان «نژادپرستانه، فاشیست و افراطی» محکوم شد.

### اظهارات در مورد همجنس‌گرایی
اسموتریچ با ازدواج همجنس گرایان مخالف است و می‌گوید که می‌خواهد «خانواده سنتی» را ترویج کند. در سال ۲۰۰۶، اسموتریچ به سازماندهی یک «رژه جانوران» کمک کرد، که در آن شرکت کنندگان، در مخالفت با رژه غرور همجنس گرایان در اورشلیم بزها و الاغ‌ها را در خیابان‌ها راه بردند. وی در سال ۲۰۱۵ از همجنس گرایان به عنوان «نابهنجار» یاد کرد و اظهار داشت: «در خانه همه می‌توانند نابهنجار باشند و افراد هر خانواده ای را که می‌خواهند تشکیل دهند اما نمی‌توانند از من به عنوان دولت مطالبه ای کنند». او در همان بحث به حضار گفت که من یک همجنس هراس مغرور هستم. او بعداً عذرخواهی کرد و اظهارات خود را پس گرفت و گفت: «شخصی از بین جمعیت فریاد زد و من بی‌توجه پاسخ دادم». در ژوئیه ۲۰۱۵، پس از یک حمله مرگبار با چاقو به رژه غرور همجنس‌گرایان اورشلیم، او از این راهپیمایی به عنوان یک «مایه ننگ» و «رژه جانوران» یاد کرد. ماه بعد، اسموتریچ سازمان‌های دگرباشان جنسی را به کنترل رسانه‌ها و ساکت کردن کسانی که نظرات محافظه‌کارانه او را دارند، متهم کرد. اومتص، یک سازمان غیردولتی اسرائیلی، برای مداخله و بررسی اظهارات اسموتریچ به کمیته اخلاق کنست شکایت کرد.

### افراط گرایی مذهبی
در ژوئیه ۲۰۱۶، اسموتریچ اظهار داشت که «مایل به به رسمیت‌شناسی گروش‌ها به یهودیت رفرم و مذهب جعلی آن‌ها نیست». این اظهارنظر پس از تصویب لایحه ای در کنست منتشر شد که به مقامات مذهبی محلی اجازه می‌داد، غیر ارتدکس‌ها را از استفاده از میکوه‌های عمومی برای مراسم تغییر دین منع کنند، که با حکم دادگاه عالی مخالفت می‌کرد.